# Острів Дівочий
Острів Дівочий — острів в Україні. Розташований у Дніпропетровській області, у східній частині країни, за 400 км на південний схід від Києва.

## Клімат
Середня температура на острові — 9 °C. Найжаркіший місяць — липень, день — 24 липня °C, а найхолодніший місяць — січень — −8 °C. Тут в середньому випадає 779 міліметрів на рік. Найвологіший місяць — січень, у середньому випадає 132 міліметри опадів, а найсухіший місяць на острові — листопад, коли випадає 23 міліметри.
| 5615\| Кліматограма Ostriv Divochyy \| Кліматограма Ostriv Divochyy \| Кліматограма Ostriv Divochyy \| Кліматограма Ostriv Divochyy \| Кліматограма Ostriv Divochyy \| Кліматограма Ostriv Divochyy \| Кліматограма Ostriv Divochyy \| Кліматограма Ostriv Divochyy \| Кліматограма Ostriv Divochyy \| Кліматограма Ostriv Divochyy \| Кліматограма Ostriv Divochyy \| Кліматограма Ostriv Divochyy \| \| -------------------------------------------------------------------------------------------------- \| ---------------------------- \| ---------------------------- \| ---------------------------- \| ---------------------------- \| ---------------------------- \| ---------------------------- \| ---------------------------- \| ---------------------------- \| ---------------------------- \| ---------------------------- \| ---------------------------- \| \| С \| Л \| Б \| К \| Т \| Ч \| Л \| С \| В \| Ж \| Л \| Г \| \| 132 −7 −10 \| 42 −2 −10 \| 62 8 −2 \| 41 17 5 \| 73 26 12 \| 66 28 16 \| 58 30 19 \| 68 29 18 \| 69 23 12 \| 56 15 5 \| 23 5 −1 \| 87 −5 −10 \| \| Середня макс. і мін. температури повітря (°C) Атмосферні опади (мм), за рік : 777 мм. Джерело: [4] \| \| \| \| \| \| \| \| \| \| \| \| Ostriv Divochyy |           |         |         |          |          |          |          |          |         |         |           |
| Кліматограма Ostriv Divochyy |           |         |         |          |          |          |          |          |         |         |           |
| С | Л         | Б       | К       | Т        | Ч        | Л        | С        | В        | Ж       | Л       | Г         |
| 132 −7 −10 | 42 −2 −10 | 62 8 −2 | 41 17 5 | 73 26 12 | 66 28 16 | 58 30 19 | 68 29 18 | 69 23 12 | 56 15 5 | 23 5 −1 | 87 −5 −10 |
| Середня макс. і мін. температури повітря (°C) Атмосферні опади (мм), за рік : 777 мм. Джерело: |           |         |         |          |          |          |          |          |         |         |           |